# City Geography Markup Language
Die City Geography Markup Language (CityGML) ist ein GML-Anwendungsschema zur Speicherung und zum Austausch von virtuellen 3D-Stadtmodellen. CityGML ist seit dem 13. August 2008 ein OGC-Standard.
Modelliert werden Stadt- und Landschaftsobjekte, insbesondere das Gelände, Gebäude, Wasser- und Verkehrsflächen, Vegetation, Stadtmöblierung und Landnutzungen. Jedes Objekt kann in unterschiedlichen Level of Detail vorkommen. Dabei werden neben der Geometrie und dem Aussehen insbesondere auch die Semantik (Bedeutung, Thematik) und die Topologie (Beziehungen, Nachbarschaften) der Objekte beschrieben. CityGML setzt dabei auf Standards von zum Beispiel dem Open Geospatial Consortium (OGC) und der ISO-Norm-Serie 191xx auf.
CityGML wird seit 2002 von der Special Interest Group 3D (SIG 3D) in der Geodateninitiative Nordrhein-Westfalen (GDI NRW) und jetzt im Rahmen der Geodateninfrastruktur Deutschland (GDI-DE) entwickelt. Die Mitglieder der Gruppe kommen aus der Wirtschaft, der Verwaltung und der Forschung aus ganz Deutschland, Österreich, der Schweiz und Großbritannien.
Ab 2013 arbeiteten die OGC und die SIG 3D an der Umsetzung der Version 3.0; im September 2023 wurde CityGML 3.0 offiziell vom OGC anerkannt.